# Dioscorea mandonii
Dioscorea mandonii är en enhjärtbladig växtart som beskrevs av Henry Hurd Rusby. Dioscorea mandonii ingår i släktet Dioscorea och familjen Dioscoreaceae. Inga underarter finns listade i Catalogue of Life.